# 루마니아 왕자 니콜라에

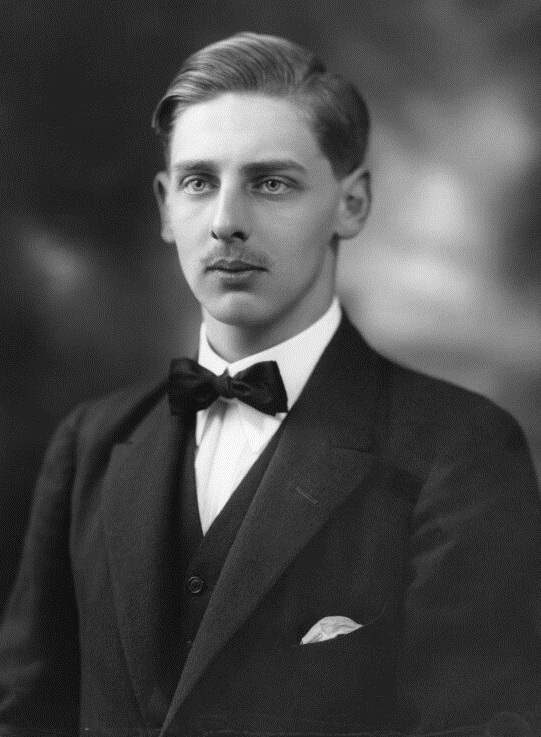
루마니아 왕자 니콜라에

루마니아 왕자 니콜라에(Prince Nicholas of Romania, 1903년 8월 5일 ~ 1978년 6월 9일), 이후 호엔촐레른지크마링겐왕자 니콜라에로 알려졌으며, 루마니아의 페르디난트 1세 왕과 그의 아내 마리 왕비의 넷째 자녀이자 둘째 아들이었다.